# Brink (tramhalte)
Brink is een tramhalte van de Amsterdamse tram en voorheen sneltramhalte van de Amsterdamse metro in Amstelveen. Van 1990 tot 2019 stopte hier sneltram 51. De halte is op 13 december 2020 heropend voor de tramlijn 25 (Amsteltram).
De halte heeft twee zijperrons en bevindt zich in de wijk Middenhoven pal voor het gelijknamige winkelcentrum van die wijk.

## Verbouwing

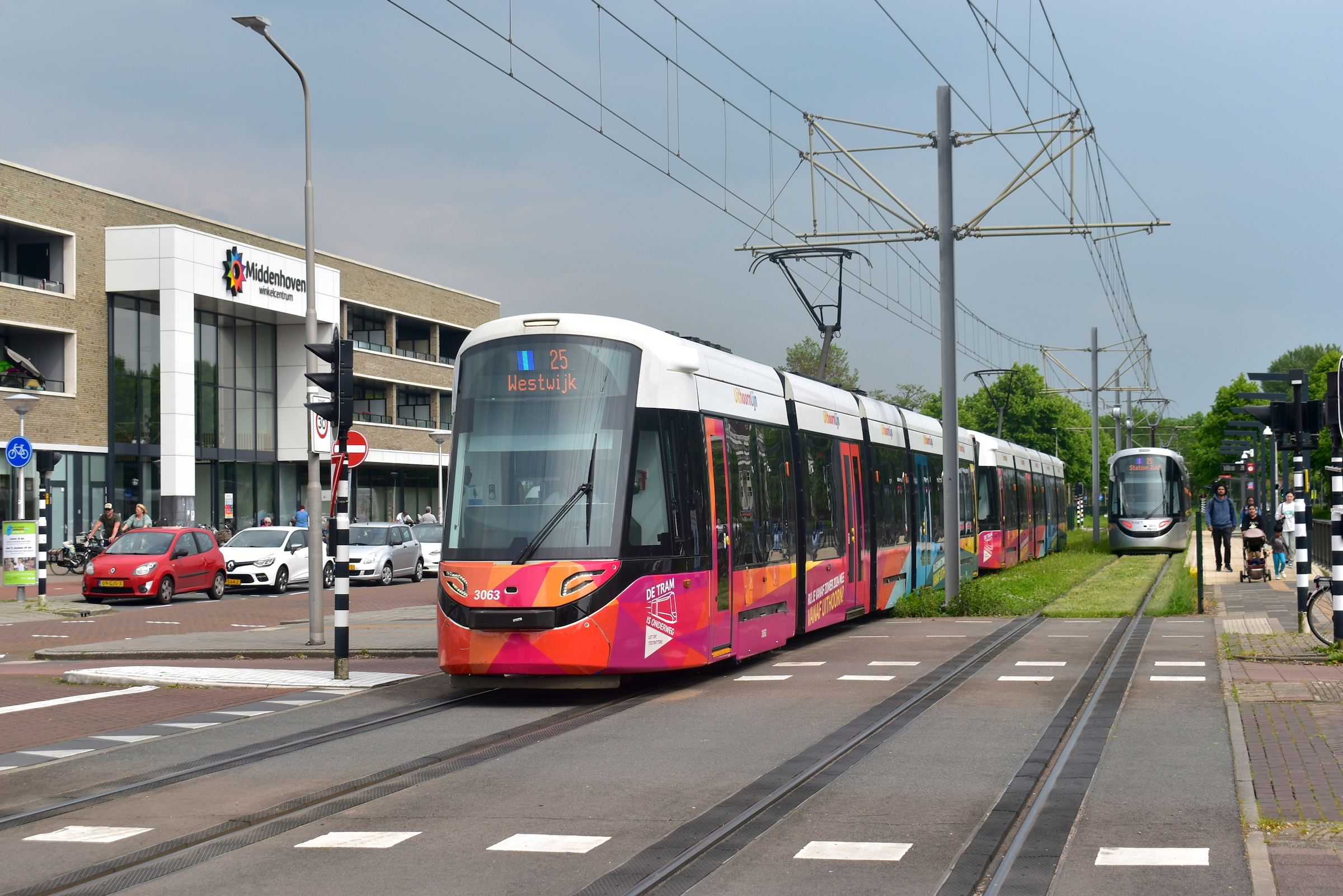
GVB 3063 + 3053 in uitvoering 'Uithoornlijn' op de halte Brink te Amstelveen-Middenhoven; 15 mei 2024.

In de plannen voor de vernieuwde Amstelveenlijn, waarvan de werkzaamheden in voorjaar 2019 waren zijn gestart, en die in december 2020 gereed kwam, is halte Brink blijven bestaan. De perrons van de voormalige sneltramhalte zijn hierbij verlaagd.
Centraal Station (NS) ·
Nieuwmarkt ·
Waterlooplein ·
Weesperplein ·
Wibautstraat ·
Amstelstation (NS) ·
Spaklerweg ·
Overamstel ·
Station RAI (NS) ·
Station Zuid (NS) ·
De Boelelaan / VU ·
A.J. Ernststraat ·
Van Boshuizenstraat ·
Uilenstede ·
Kronenburg ·
Zonnestein ·
Onderuit ·
Oranjebaan ·
Amstelveen Centrum ·
Ouderkerkerlaan ·
Sportlaan ·
Marne ·
Gondel ·
Meent ·
Brink ·
Poortwachter ·
Spinnerij ·
Sacharovlaan ·
Westwijk